# Intel i860
i860 (также известен как 80860 и под кодовым названием N10) — 32/64 битный RISC-микропроцессор компании Intel, впервые выпущенный в 1989 году. Вместе с i960 является одной из первых попыток компании сделать полностью новую систему команд после провала iAPX 432 в 1980-х годах.
i860 был выпущен настолько торжественно, что затмил выпуск i960, который многие считали более удачной разработкой. Этот процессор так и не добился коммерческого успеха, и проект был закрыт в середине 1990-х. Использовался в графических подсистемах — таких, как плата расширения NeXT Dimension для компьютеров NeXT Cube, а также в компьютерах с массово-параллельной архитектурой Intel iPSC/860. Из-за отсутствия коммерческого успеха больше не производится.

## Технические особенности

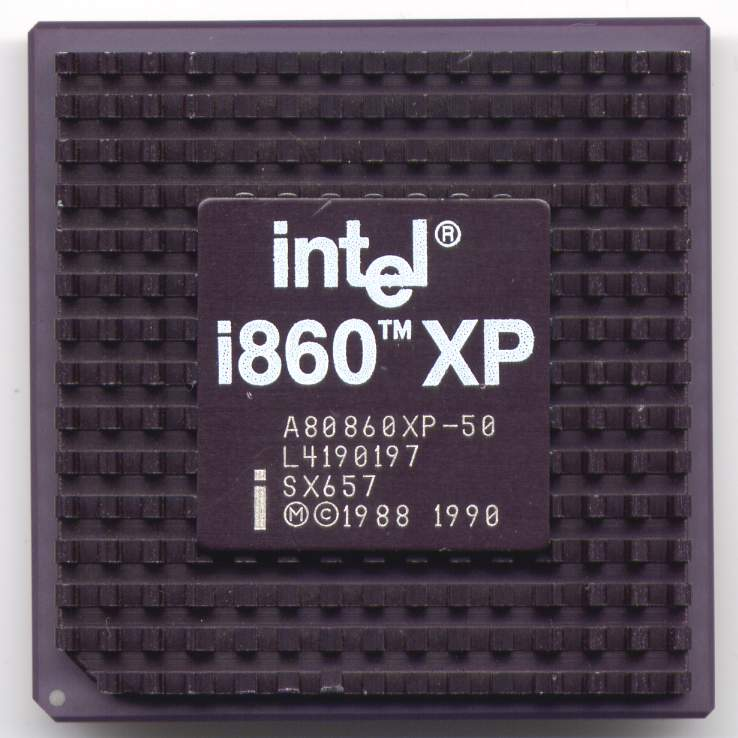
Микропроцессор Intel i860

Микропроцессор i860 совместил ряд технических характеристик, которые были уникальны для того времени, в частности использование архитектуры VLIW и наличие мощной поддержки высокоскоростных операций с плавающей запятой. Процессор имел 32-битное АЛУ (арифметико-логическое устройство) и 64-битный математический сопроцессор, состоявший из сумматора, умножителя и блока графических операций. Процессор имел отдельные конвейеры для АЛУ, сумматора и умножителя, и мог выполнять до трёх операций за такт.
Процессор имел специфическую для архитектуры VLIW особенность — для одновременного выполнения двух инструкций сумматор и умножитель с плавающей запятой должны были конфигурироваться программно. Это требовало от компиляторов тщательного выбора порядка следования инструкций в объектных модулях для обеспечения постоянной загрузки исполнительных устройств. В современных суперскалярных архитектурах такое переупорядочивание выполняет «на лету» планировщик в составе процессора, однако сложность такого планировщика ограничивала его применение в ранних RISC-архитектурах. В i860 была сделана попытка избежать переупорядочивания инструкций в ядре процессора и переложить эту функцию на компилятор. Это позволило создать более простое ядро и освободить место для исполнительных устройств, повышающих производительность. На практике создать такой компилятор оказалось крайне сложно. При теоретической скорости процессора в 60-80 мегафлопс код, созданный компилятором, с трудом достигал производительности в 10 мегафлопс. В результате, i860 был способен выполнять определённые графические алгоритмы и алгоритмы с плавающей запятой на исключительно высокой скорости, но его производительность в общих приложениях «хромала», а программировать эффективно было весьма сложно.